# Pachycondyla sulcata
Pachycondyla sulcata är en myrart som först beskrevs av Mayr 1867.  Pachycondyla sulcata ingår i släktet Pachycondyla och familjen myror.

## Underarter
Arten delas in i följande underarter:
- P. s. fossulata
- P. s. sulcata
- P. s. sulcatotesserinoda